# Maroko na Letnich Igrzyskach Olimpijskich 1976
Maroko na Letnich Igrzyskach Olimpijskich 1976, które odbyły się w Montrealu, reprezentowało 9 zawodników. Był to piąty start reprezentacji Maroka na letnich igrzyskach olimpijskich.

## Skład kadry

### Boks
Mężczyźni
- Mbarek Zarrougui – waga musza – miejsce 16-23
- Mohamed Saoud – waga średnia – miejsce 14-19
- Mohamed Rais – waga kogucia – miejsce 25-27
- Abderrahim Najm – waga papierowa – miejsce 17-27
- Abdel Latif Fatihi – waga półciężka – miejsce 14-18

### Zapasy
Mężczyźni
- Brahim Toughza – styl klasyczny, kategoria do 74 kg – miejsce 9-18
- Ali Lachkar – styl klasyczny, kategoria do 57 kg – miejsce 9-17
- Mohamed Karmous – styl klasyczny, kategoria do 52 kg – miejsce 9-17
- Mohamed Bahamou – styl klasyczny, kategoria do 68 kg – miejsce 9-21